# Чемпионат Европы по волейболу среди женских старших молодёжных команд
Чемпионаты Европы по волейболу среди женских старших молодёжных команд — соревнования для женских старших молодёжных сборных, проводимые под эгидой Европейской конфедерации волейбола (CEV).
Проводятся с 2022 года. Участвуют спортсменки возрастом до 21 года. 

## Призёры
| Год  | Место проведения           | 1-е место | 2-е место | 3-е место |
| ---- | -------------------------- | --------- | --------- | --------- |
| 2022 | Чериньола, Андрия (Италия) | Италия    | Сербия    | Турция    |
| 2024 | Лечче, Копертино (Италия)  | Италия    | Сербия    | Турция    |